# Eek! The Cat
Eek! The Cat is een Amerikaans-Canadese tekenfilmserie, gemaakt door Savage Steve Holland en Bill Kopp, die tussen 1992 en 1997 te zien was op de Amerikaanse Fox Kids. In Vlaanderen verscheen de reeks op VTM bij TamTam.

## Inhoud en geschiedenis
De serie gaat over Eek, een paarse kat die graag anderen helpt en daardoor vaak in problemen komt. Eeks motto is It never hurts to help (anderen helpen doet geen pijn). Eek is verliefd op Annabelle, een roze kat met obesitas, die beschermd wordt door haar hond Sharky the Sharkdog. Sharky en Eek kunnen het in de serie (op enkele afleveringen na) niet goed met elkaar vinden. Een ander vaak terugkomend figuur in de serie is de eland Elmo die bijna altijd vergezeld wordt door zijn broertje Timmy. Deze twee personen zijn goede vrienden van Eek. Timmy heeft altijd geld nodig om van de meest absurde medische kwaaltjes af te komen en Elmo, zijn broer, helpt hem daarbij.
Eek was jarenlang mascotte van Fox Kids Nederland. Regelmatig werd een acteur in een Eekpak op pad gestuurd en zo was de kattige mascotte regelmatig aanwezig bij bijvoorbeeld het internationale Fox Kids Planet Live, waar hij onder andere prijzen uitreikte aan artiesten (bijvoorbeeld gouden platen) en was hij regelmatig aanwezig bij reportages in pretparken. Ook kwam hij op deze manier weleens langs bij Het Feest van Sinterklaas in Ahoy Rotterdam, opnieuw voor het uitreiken van prijzen. Regelmatig werd Eek ook vergezeld door een Fox Kids-presentator, zoals bijvoorbeeld Tante Soesa of Anatevka.

## Afleveringen

### Seizoen 1
Seizoenstitel: Eek! The Cat.
1. MiserEek!
2. Bearz 'n the Hood
3. Catsanova
4. Eek vs. The Flying Saucers
5. Cape Fur
6. HallowEek!
7. Eek!'s International Adventure
8. HawaiiEek! 5-0
9. Great Balls of Fur!
10. The Whining Pirates of Tortuga
11. The Eek!cidental Tourist
12. It's a Wonderful Nine Lives
13. The Eek!sterminator

### Seizoen 2
Seizoenstitel: Eek! And The Terrible Thunderlizards. Ook present vanaf dit seizoen zijn subfilmpjes met The Terrible Thunderlizards, in deze lijst aangegeven met TTL.
1. Shark Therapy / Speed FrEek!
2. Rocketship to Jupiter / Eek!'s Funny Thing That He Does
3. Eek!pocalypse Now! / Eex Men
4. Quadrapedia / Night on Squishy Mountain
5. Star TrEek! / Eek!ing Out a Living
6. TTL: Meat the Thunderlizards / The Great Eek!scape
7. TTL: The Lava My Life / Eek! Goes to the Hot Spot
8. TTL: Tar and Away
9. TTL: Always Eat Your Spinach
10. TTL: All About Babs
11. TTL: The Frying Game
12. TTL: Ice Age Kapades / TTL: Something's Abyss
13. TTL: The Unbearable Lightness of Being Scooter / TTL: Thundersaurus Wrecks
14. A Sharkwork Orange / TTL: Let's Make a Wheel
15. TTL: T-Rex, Lies, and Videotape
16. Mountain Groan

### Seizoen 3
Seizoenstitel: Eek! Stravaganza. TTL staat voor The Terrible Thunderlizards.
1. Paws / In the Line of Fur
2. Chariots of Fur / Honey I Shrunk the Cat
3. Shark Doggy Dog / Fatal Eek!traction
4. The Good, the Bad and the Squishy / TTL: Birth of a Notion
5. Eek's SnEek! PEek! / The Thunder Years
6. The Eex Files / TTL: The Hurting Show
7. The Eek!sorcist / TTL: Boo Thunder
8. Lord of the Fleas / TTL: Postcards from the X-Zone
9. Eek!stremely Dull / TTL: Planet of the Crepes
10. Eeksy Rider / A Sharkdog Day Afternoon
11. Rebel Without the Claws / TTL: Cromagnon Farce
12. This Eek!'s Your Life
13. Try Hard

### Seizoen 4
Seizoenstitel: Eek! Stravaganza. Ook present vanaf dit seizoen zijn subfilmpjes met Klutter, in deze lijst aangegeven met K. TTL staat voor The Terrible Thunderlizards.
1. Valley of the Dogs / K: Klutter
2. Pup Fiction / K: The Klutter and I
3. Natural Bored Kittens / TTL: Lizard of Aaaahs
4. OutbrEek! / TTL: Arctic Blast
5. Octopussy Cat / K: Mixed Klutter
6. Going to Eek!stremes / TTL: Bi-Predator
7. Dazed and Eek!stremely Confuzed / K: FrankenKlutter
8. Eek Space 9 / TTL: The Yawn of Man
9. The GraduEek / K: Peanut, Klutter, And Jelly
10. PolitEek!ly Correct / TTL: Whatta Woild
11. K: Night of the Living Spuds
12. TTL: Goop Dreams
13. TTL: It's a Thunderful Life
14. TTL: Thunder & Frightning
15. K: The Ghost of Goober Bottom Pond
16. TTL The Thunder of it All
17. K: Bonfire of the Vanna Tea
18. TTL: The Magnificent 5½

### Seizoen 5
Seizoenstitel: Eek! Stravaganza. TTL staat voor The Terrible Thunderlizards.
1. DiabolEek!
2. TTL: Pre-hysteric Man / TTL: Molten Rock-N-Roll
3. MystEek! Pizza
4. Eek! Bin Ein Berliner
5. TTL: Thunder Valley
6. Snowbored
7. Fists of Furry
8. The Island of Dr. Meow / TTL: Home O' Sapien Alone
9. Nightmare on Elmo St. TTL: Night of the Living Duds
10. Show Squirls
11. Eek!scaliber
12. The FugEek!tive
13. The Sound of MusEek / TTL: Oh...the Humanity
14. Rock-Eek! 6